# Гурамі велетенський
Велетенський, гігантський або справжній гурамі (Osphronemus goramy) — вид риб з родини осфронемових (Osphronemidae). Довгий час вважався єдиним представником роду осфронем (Osphronemus), але в 1992—1994 роках Тайсон Робертс описав ще 3 нових види велетенських гурамі: O. laticlavius і O. septemfasciatus з острова Калімантан та O. exodon з басейну річки Меконг.
Велетенський гурамі є однією з найвідоміших азійських їстівних риб та важливий вид у прісноводній аквакультурі в тропічній Азії.

## Наукова назва
Наукова назва велетенського гурамі має цікаву історію. Спочатку Філібер Коммерсон назвав вид Osphromenus olfax. Латинське слово olfax вказує на наявність у цих риб органу нюху в розташованій над зябрами порожнині. Однак твердження Коммерсона виявилось помилковим, насправді це додатковий орган дихання, який отримав назву лабіринтовий орган.
1801 року Бернар Ласепед без будь-якої аргументації змінює назву Osphromenus olfax на Osphronemus goramy. При цьому опис виду був зроблений з комерсонових зразків 1770 року й до того ж у примітках Ласепед зазначав, що це один і той самий вид. Крім зміни видової назви, були також переставлені літері в назві роду. Але це ще не все, Ласепед несвідомо двічі описав велетенського гурамі. Опис Osphronemus goramy відповідає у нього молодому екземпляру виду, а доросла риба описана під назвою Trichopodus mentum Lacepède, 1801.
Жорж Кюв'є зрозумів цю помилку вже в 1829 році. Це спонукало його відновити комерсонову назву велетенського гурамі, тепер як Osphromenus olfax Cuvier, 1831. Проте така дія виявилася абсолютно невиправданою, адже така назва є молодшим синонімом Osphronemus goramy Lacepède, 1801 і за правилами Міжнародного кодексу зоологічної номенклатури не може бути визнана дійсною.

## Поширення
В природі вид зустрічається в Індонезії (Суматра, Ява, Калімантан), Малайзії, Таїланді, а також в Камбоджі, В'єтнамі, Китаї, Індії, на Шрі-Ланці, Сейшелах, Маврикії, Мадагаскарі, в Південній Африці, Єгипті, Алжирі, Французькій Гвіані, Австралії. Точно вказати початкову батьківщину цих риб зараз неможливо. Справа в тому, що в Індонезії велетенський гурамі є улюбленою їстівною рибою, і місцеве населення широко розселило його, як уважається, з Яви в інші регіони. В колоніальний період гурамі перетнули океани й були розселені також у багатьох інших тропічних країнах.
У природі ці риби мешкають у прісних і солонуватих водах глибиною від 10 м. Зустрічаються у великій кількості в різноманітних стоячих або із млявою течією водоймах (низинні річки, озера, ставки, болота, канали тощо) з густою рослинністю. У сезон дощів заходять в затоплені ліси.

## Опис

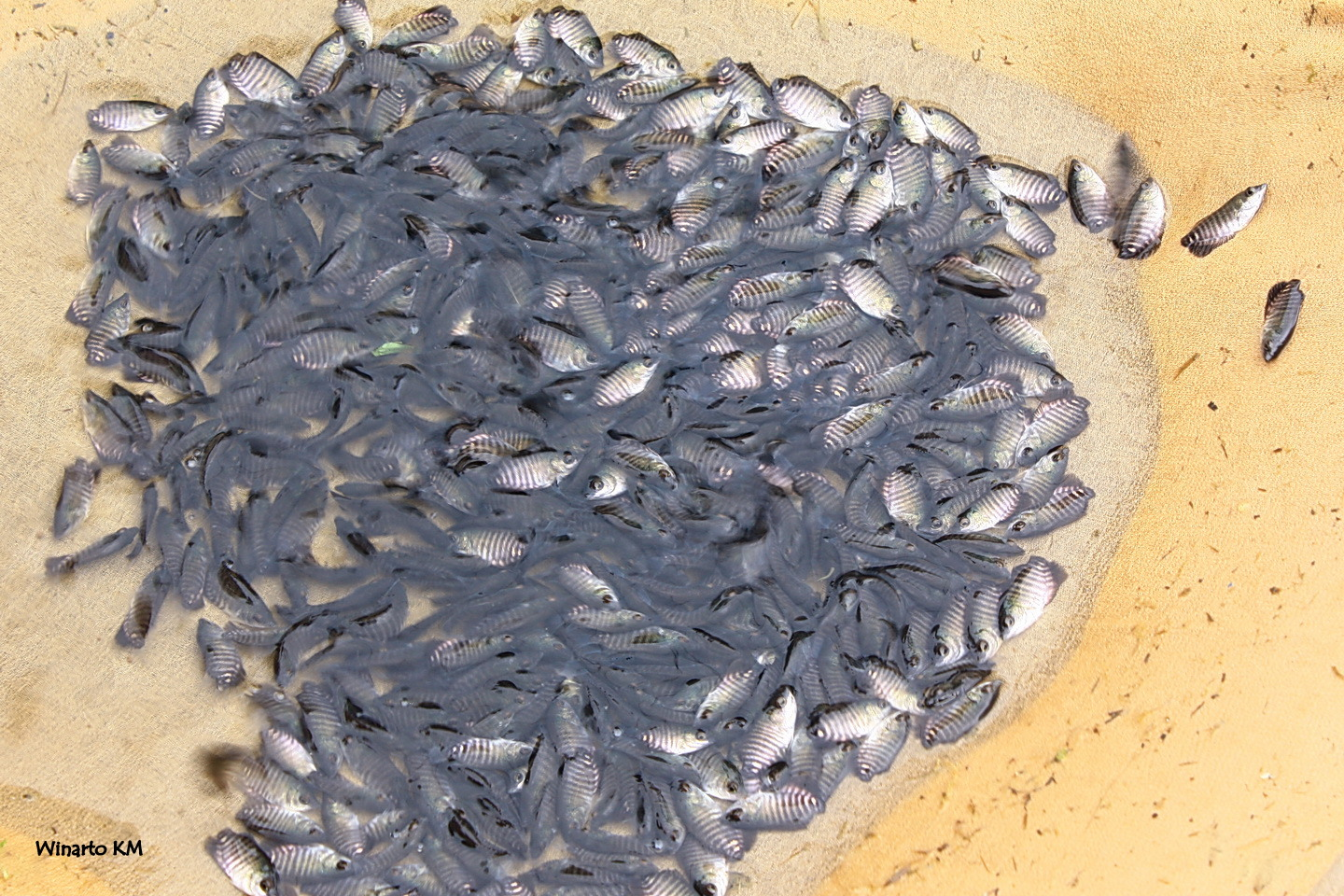
Молодь велетенського гурамі

Голова дорослого гурамі

Велетенський гурамі є найбільшою з усіх лабіринтових риб, у природі вид виростає до 60-70 см завдовжки. Найбільший офіційно зареєстрований екземпляр цієї риби був зловлений у 2012 році в риболовецькому парку Palm Tree Lagoon в Таїланді. Він важив 9,05 кг і мав довжину 72 см. Є також повідомлення, що в озері Теменгор (малай. Tasik Temenggor) в Малайзії був виловлений ще більший екземпляр довжиною понад 80 см і вагою 15 кг (рік невідомий).
Тіло овальної форми, високе, стиснуте з боків, лінія черева вигнута більше, ніж лінія спини. Анальний плавець більший за спинний. Спинний має 11-14 твердих променів і 12-14 м'яких, анальний 10-11 твердих і 20-23 м'яких. Перший промінь черевних плавців сильно подовжений у формі щупальця. Його кінець сягає заднього краю хвостового плавця. Хвостовий плавець округлий.
Луски середнього розміру; бічна лінія майже пряма, містить 30-35 лусок. Хребців 30-31. Голова невелика, рот верхній, губи м'ясисті й пухкі. Щелепи вкриті дрібними конічними зубами; піднебіння беззубе.
Велетенський гурамі має добре розвинений лабіринтовий орган, який дозволяє рибам дихати вологим атмосферним повітрям.
Протягом свого життя велетенські гурамі сильно змінюють свою зовнішність. Молоді рибки помітно стрункіші, мають гостру морду. Забарвлення молоді коричнювате, з 8-10 темними вертикальними смужками на тілі, У нижній частині хвостового стебла розташована кругла чорна пляма в жовтій облямівці.
З віком тіло гурамі міцнішає і товстішає. Формується потужне підборіддя з товстими губами. Помітно підвищується чоло, з віком на голові утворюється жировий горб. Загалом дорослі риби своєю формою трохи нагадують бугая. Їх забарвлення стає світло-сірим або бежево-сріблястим із зеленими тонами та окремими великими темно-коричневими плямами. Спина в них темно-сіра, черево жовтувате. Плавці світло-сірі в звичайному стані, а при збудженні стають темно-сірими. Надалі з віком площа темних плям на тілі збільшується, а старі риби можуть бути майже зовсім чорними.
Статеві відмінності незначні. Самці мають потужніше чоло, спинний і анальний плавці в них загострені на кінцях. Самки повніші за самців. Статевих відмінностей у забарвленні немає.

## Біологія
Зазвичай ці риби живуть по-одинці в місцях з густою рослинністю, де вони харчуються водними рослинами, а також ракоподібними, черв'яками та хребетними тваринами (амфібії та інші риби), іноді й мертвими. Вид всеїдний, але основу харчування становить рослинна їжа: затоплені наземні рослини та водяні макрофіти, фрукти, насіння, нитчасті водорості.
Може дихати вологим атмосферним повітрям і протягом тривалого часу виживати поза межами води або в умовах дефіциту кисню.
Показники води, в якій живуть велетенські гурамі: pH 6,5-8,0; твердість до 25°dH, температура 20-30 °C.
Нерестяться протягом майже цілого року, але найчастіше в квітні-травні. Це відбувається на мілині на краю водойм. Будують гнізда, відомо два їх типи. Перший тип — це велике за площею (до 1 м у перетині) гніздо з піни, що споруджується самцем на поверхні води. Воно складається з бульбашок повітря, скріплених між собою слиною. Другий тіп гнізда — підводний; самець і самка мостять його на певній основі з рослинних волокон з використанням мулу, головами вони ущільнюють конструкцію. Таке гніздо зовні нагадує пташине, його розмір становить близько 40 см.
Нерест парний. Інтенсивність забарвлення риб у нерестовий період помітно підвищується. Нерест відбувається під гніздом і триває 2-3 години. Самець ловить запліднені ікринки та вкладає їх у гніздо. По закінченні нересту самець охороняє кладку поки мальки не попливуть. Залежно від розмірів, самка відкладає 2 до 10 тисяч ікринок. Інкубаційний період за температури 27°С триває приблизно 2 доби. Ще 5-6 днів личинки, що з'явилися на світ, харчуються за рахунок жовткового мішка, а тоді перетворюються на мальків, починають вільно плавати й самостійно ловити дрібний планктон.

## Викопні матеріали
Були знайдені викопні залишки велетенського гурамі періоду міоцену в центральній частині Суматри.

## Значення для людини

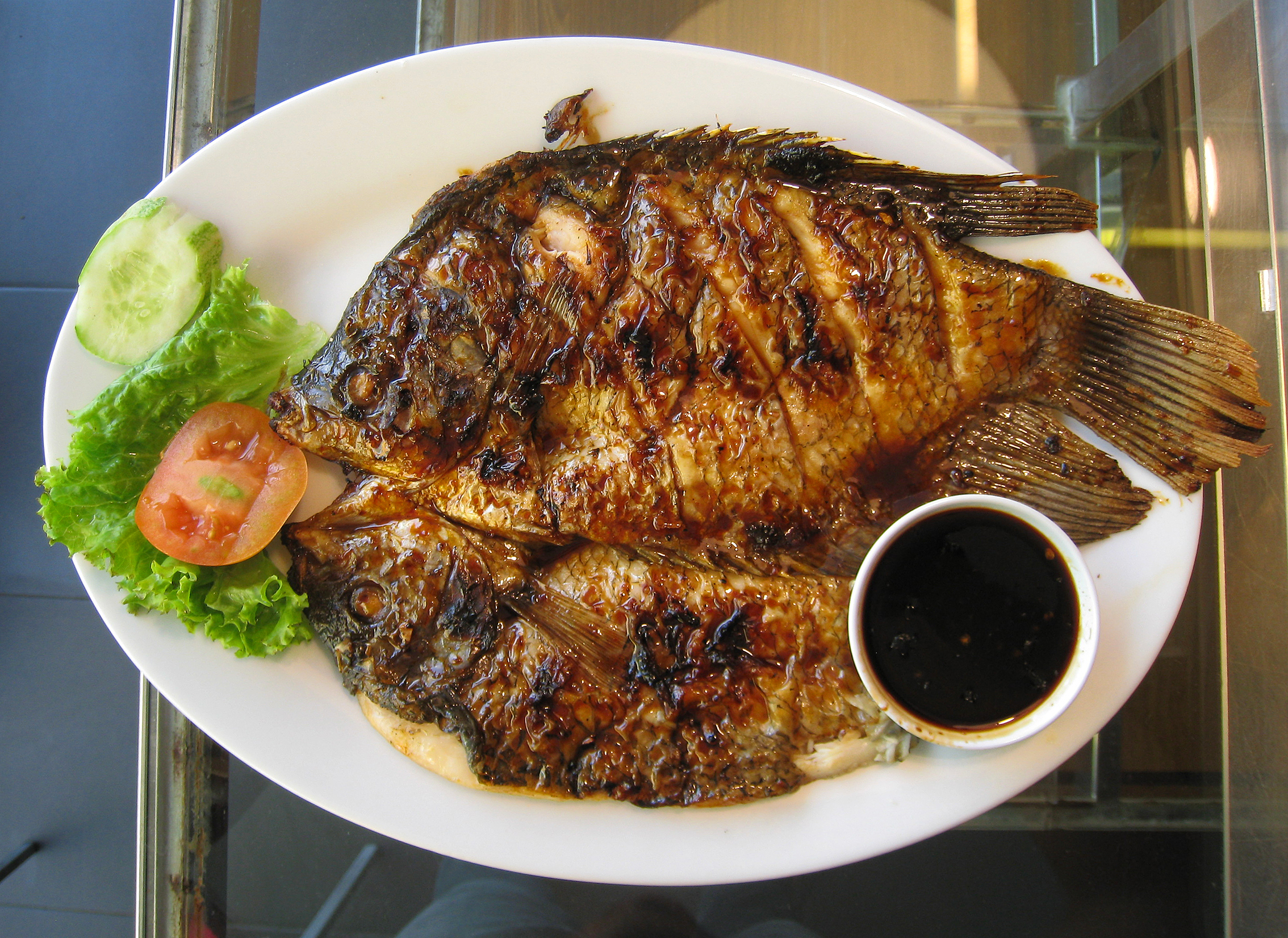
Страва з велетенського гурамі

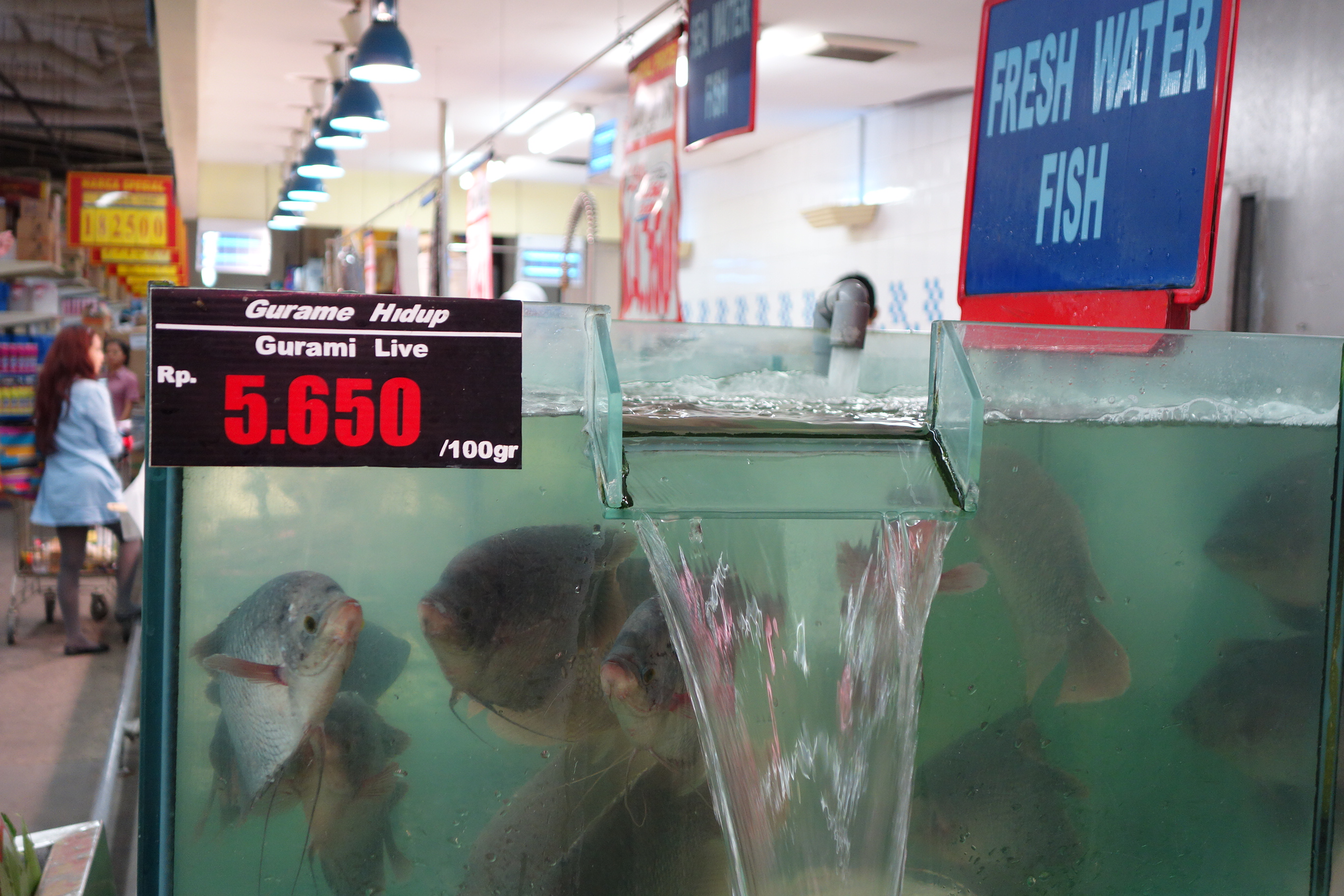
Велетенські гурамі в акваріумі супермаркету

Велетенський гурамі вважається однією з найкращих прісноводних їстівних риб у Південно-Східній Азії. Цих риб смажать, запікають, готують на парі; використовують також у солоному та сушеному вигляді. За популярністю вид можна порівняти з коропом в Україні та інших країнах Європи.
Диких риб ловлять у природних водоймах з використанням різних сіток, а також вудок. Продають свіжими. Завдяки особливостям біології цих риб їх можна довго зберігати живими без води, що дає можливість перевозити їх в інші райони.
Гурамі також розводять у рибницьких господарствах на комерційній основі, зокрема в Індонезії.
Завдяки своїм високим харчовим якостям велетенський гурамі був розселений у багатьох тропічних країнах. Зокрема, цих риб успішно культивують в Індії в невеликих ставках, в садових водоймах і рибних господарствах. Були спроби акліматизувати гурамі й у Європі, але риби виявилися чутливими до холоду.
Велетенський гурамі присутній також в торгівлі акваріумними рибами.

## Утримання в акваріумі
Гурамі добре приживаються в акваріумі, але слід зважати на розміри цих риб. До кімнатного акваріума підходять тільки молоді екземпляри, а, беручи до уваги, що ростуть риби швидко, тішитися ними акваріумісту доведеться лише кілька місяців. Дорослих риб тримають у великих оглядових акваріумах місткістю від 700 літрів.
Другою проблемою при утриманні велетенських гурамі є відмінний апетит цих риб. Хоча гурамі й уважаються рослиноїдними рибами, їдять вони все. В акваріумних умовах рибам згодовують водяні рослини, салат, фрукти, рис, вівсяні пластівці, так само добре вони беруть сире й варене м'ясо, дафнії, трубковик, мотиль та інших личинок комарів, охоче хапають також шматочки хліба, вареної картоплі та інших овочів. Сухі корми беруть переважно у вигляді пасти або таблеток.
Через значне споживання корму риби мають потужний обмін речовин в організмі, відходи травлення у великій кількості потрапляють у воду. Тому для підтримання чистоти в акваріумі ставлять потужні й ефективні фільтри.
Велетенський гурамі — це відносно мирна риба, вона довго живе, надзвичайно витривала, та ще й «розумна» й стає для своїх власників «домашньою твариною». У риб розвивається справжня особистість. Вони впізнають власників і візуально реагують на них, виявляючи до них почуття на зразок любові.
Акваріум з велетенськими гурамі декорують камінням, корчами, корінням. Ґрунт має бути грубим, рослини використовують товсті, що добре вкорінюються. Часто взагалі обходяться без рослин, адже ці риби дуже швидко спустошують рослинність у акваріумі. Вода потрібна нейтральна, не дуже тверда, хоча загалом гурамі особливих вимог до складу води не виставляють, показники можуть знаходитись в межах рН 6-8 і до 30°dH. Оптимальною є температура води 22-24°С, хоча допускаються коливання в межах 18-32°С.
Вид порівняно легко розводиться, але нерестовище повинно мати об'єм не менше 2000 літрів. Для вирощування численного виводку також потрібно дуже багато простору.
Тривалість життя гурамі в неволі становить 15-20 років.
Існують біла та золота (жовта) виведені породи велетенського гурамі.